# Chinois des Philippines
Les Chinois des Philippines, dits Chinoy ou Tsinoy, dont le nombre est estimé à près de 1,35 million de personnes (soit près de 1.8 % de la population philippine), sont un des groupes ethniques les plus nombreux des  Philippines. Le taux de mariage entre Chinois et autochtones aux Philippines est considéré comme un des plus élevés en Asie du Sud-Est, surpassé seulement par celui de la Thaïlande.

## Histoire
Les Philippines se trouvaient sur la route maritime qui reliait directement la Chine à l'est de l'archipel indonésien, d'où provenaient les épices et bois précieux hautement appréciés par les Chinois.
En 1567, la Chine des Ming légalise le commerce entre les provinces méridionales du Fujian et du Guangdong et l'Asie du Sud-Est.
Les Espagnols fondent Manille en 1571. Au milieu du XVIIe siècle, la population chinoise de Manille est estimée à 6 000 à 10 000 individus, le double de celle d'autres villes de la région, comme Ayutthaya au Siam (l'actuelle Thaïlande), Banten et Batavia à Java et Hoi An au Vietnam.
La chute de la dynastie Ming en 1644 et la montée en puissance du chef pirate mi-chinois, mi-japonais Koxinga en mer de Chine méridionale suscite le spectre d'une « menace chinoise », inquiétant les Européens installés dans la région. À Manille, où les Espagnols s'en étaient déjà pris à la population chinoise en 1586, 1603 (la plus sanglante, faisant près de 20 000 victimes) et 1639, de nouvelles violences sont déclenchées en 1662 et 1686.
Les classes urbaines locales naissantes apprécient peu la mainmise sur l'économie par cette communauté allochtone. En 1755, le gouvernement colonial expulse les Chinois non catholiques des Philippines. Il réitère cette mesure en 1766.
La communauté chinoise métissée catholique prospère et grandit. En 1810, ils sont 120 000 (4,8 % de la population totale des Philippines), et en 1890, 290 000 (5,2 %). Elle fait désormais partie de la nouvelle élite locale. L'écrivain José Rizal, considéré comme le père de la nation philippine moderne, est un descendant de métis chinois.
Durant les années 1930, alors que les Philippines sont passées sous souveraineté américaine, l'essor de mouvements nationalistes en Asie du Sud-Est met la question du contrôle de l'économie par les minorités chinoises au cœur du débat. Toutefois, la Grande Dépression s'est traduite par un arrêt de l'émigration depuis la Chine et une stabilisation des populations d'origine chinoise en Asie du Sud-Est. Aux Philippines, ceux qui se définissent comme Chinois ne représentent plus que 1 % de la population totale.

## Source
- Chirot, Daniel et Anthony Reid, Essential Outsiders - Chinese and Jews in the Modern Transformation of Southeast Asia and Central Europe, University of Washington Press, 1997,  (ISBN 0-295-97613-6)